# Cala Pola
Cala Pola és una cala que es troba al nord del municipi de Tossa de Mar, entre la Cala Giverola i la Cala Bona. Té una platja formada per sorres gruixudes i graves, d'una amplada de 54 metres i una llarga de 70 metres.
El 2007 es va recuperar el camí que connecta la platja de la Mar Menuda de Tossa de Mar amb aquesta cala, i que forma part d'un camí més llarg que algun dia resseguirà la línia de costa de tot el municipi.
A la petita vall que hi ha més amunt de la platja, al cantó del Torrent de Pola, s'hi ubica un càmping que, inaugurat els anys 50, ha estat remodelat el 2022, i que forma part del resort Pola-Giverola, que també comprèn la vall de la Cala Giverola i la muntanya que les separa.